# Бона (канал)
Бона — меліораційний канал у Берестейській області, ліва притока Мухавця. Довжина складає 34 км. Канал є найдавнішою подібною спорудою на території Білорусі. Впадає в річку Мухавець у Кобрині.